# Naso tonganus
Naso tonganus är en fiskart som först beskrevs av Valenciennes, 1835.  Naso tonganus ingår i släktet Naso och familjen Acanthuridae. IUCN kategoriserar arten globalt som livskraftig. Inga underarter finns listade i Catalogue of Life.